# Усть-Рибежно
Усть-Рибежно (рос. Усть-Рыбежно) — присілок у Волховському районі Ленінградської області Російської Федерації.
Населення становить 58 осіб. Належить до муніципального утворення Паське сільське поселення.

## Історія
Згідно із законом № 56-оз від 6 вересня 2004 року належить до муніципального утворення Паське сільське поселення.

## Населення
| 1838 | 1862 | 1997 | 2007 | 2010 | 2012 | 2017 |
| ---- | ---- | ---- | ---- | ---- | ---- | ---- |
| 16   | ↗54  | ↗58  | ↗59  | ↘54  | ↗62  | ↘58  |